# Gösta Carlsson
Pour les articles homonymes, voir Carlsson.
Gösta Carlsson, né le 2 février 1906 à Uppsala où il est mort le 5 octobre 1992, est un coureur cycliste suédois. Lors des Jeux olympiques de 1928, il est double médaillé de bronze : en course individuelle et pour le classement par équipes.